# Atractus taphorni
Atractus taphorni este o specie de șerpi din genul Atractus, familia Colubridae, descrisă de Walter E. Schargel și García-pérez în anul 2002. Conform Catalogue of Life specia Atractus taphorni nu are subspecii cunoscute.